# Ntobo (Igunga)
Ntobo ist ein Verwaltungsbezirk (englisch Ward) des Distrikts Igunga in der tansanischen Region Tabora.

## Geografie
Ntobo ist ein ländlicher Bezirk im westlichen Teil des zentralen Hochlands von Tansania, etwa 40 Kilometer Luftlinie nordwestlich der Distrikthauptstadt Igunga. Bei der Volkszählung 2022 lebten 12.806 Menschen in 1668 Haushalten auf einer Fläche von 193 Quadratkilometern.
Der Bezirk grenzt an fünf Bezirke des Distrikts Igunga:
|           | Kinungu                                     |          |
| Ngulu     | Kompassrose, die auf Nachbargemeinden zeigt | Itunduru |
| Iborogelo | Nyandekwa                                   |          |

## Gliederung
Der Bezirk besteht aus drei Gemeinden (swahili Mtaa) mit 14 Orten (Kitongoji):
| Ntobo - Isundamawe - Mwamilu - Kaselya - Ntobo Kaskazini - Mwabadegeleki | Mwamloli - Mwanhalaja - Ibushi - Mwaidili - Senta | Mwabubele - Mwagogoja - Ishelui - Idubula - Mwendo - Ng'wamang'weng'ula |

## Infrastruktur
- Bildung: Die Misana Secondary School ist die einzige weiterführende Schule des Bezirks.[7] Diese staatliche Schule bildet Tagesschüler bis zur 4. Stufe aus.[8]
- Gesundheit: In den Gemeinden Ntobo und Mwabubele gibt es je eine staatliche Apotheke.[9][10]